# Амангельди (Таскалинський район)
Амангельди́ (каз. Амангелді) — село у складі Таскалинського району Західноказахстанської області Казахстану. Адміністративний центр Амагельдинського сільського округу.
Населення — 1226 осіб (2021; 1165 у 2009, 1171 у 1999, 1067 у 1989).